# Sam Bernett
Sam Bernett est un journaliste et animateur de radio français né le 14 juillet 1945.

## Biographie
Sam Bernett est né le 14 juillet 1945.
D'abord journaliste au New York Times dans les années 1960, il revient en France où il travaille successivement à RTL de 1966 à 1968 puis à Europe 1 de 1968 à 1971, puis de nouveau à RTL de 1971 à 1986. 
De 1969 à 1972, il est propriétaire de la boîte de nuit le Rock'n'Roll Circus, rue de Seine, à Saint-Germain-des-Prés. Fin 1973, il rouvre le Bus Palladium.
Il est le Monsieur Loyal de la tournée du Johnny Circus de Johnny Hallyday en 1972 avec, en première partie, le groupe Ange, Tommy Brown et Nanette Workman.
À partir de 1973, il anime Le Super club sur RTL où il reçoit en public les plus grandes vedettes de la chanson française des années 1970.
En 1978, il présente l'émission Les motards sont sympas, avant d'être le producteur de Max Meynier dans l'émission Les routiers sont sympas.
En 1981, il crée avec Patrick Meyer RFM "La radio couleur", à la naissance des radios libres en mai 1981 : installés au second étage du centre commercial Vélizy 2, les studios sont occupés par de jeunes animateurs débutants.
En 1984, il crée sa maison de production et un label de disques, Bernett Records, sous lequel seront distribués les deux premiers albums de Metallica, dont Kill 'em all. Bernett Records sera réactivé en 2008 avec la signature de groupes comme ADX, Mr Jack (ex-Vulcain et H Bomb), BigBen, Christophe Marquilly (ex-Stocks), Pascal Mulot, NH3 et Shakin Street.
En 2002, il rachète 90 % de Sport O'FM, une radio francilienne qui est alors placée en redressement judiciaire, Bernett étant nommé PDG.
En 2007, il écrit et publie un livre dans lequel il raconte comment Jim Morrison est mort dans les toilettes de sa propre boîte, le Rock 'n' Roll Circus, un lieu incontournable à Paris au début des années 1970. 
Sam Bernett est à l'origine de l'ouverture de célèbres endroits de la vie parisienne comme le Bus Palladium, Martine's et l'Elysée Matignon[réf. nécessaire]. Il a été le vice-président de Parc Disneyland et responsable de Disney Village.
Il a écrit ou composé des chansons pour Nicoletta, Martin Circus, Les Alligators et Johnny Hallyday. Pour ce dernier, en 1974, il compose (en collaboration avec Jean-Marc Deuterre), Johnny rider (album Rock'n'Slow). Pour Martin Circus, en 1974, il écrit Docteur. Pour Les Alligators, en 1983, il écrit Ça cogne et Du blues dansl'rock'n'roll. Pour Nicoletta il compose Le fou du roi (Thème à Auréline), BO du film Le fou du roi, dont en 1984, il signe la musique avec Dominique Perrier.
Sam Bernett a travaillé à l'adaptation en bande dessinée de la biographie de Jim Morrison (Jim Morrison, ailleurs) en 2011. La même année, il publie le livre Jim Morrison, 1971-2011.
En 2017, il publie un livre Le Parrain et le Rabbin après une enquête sur l'histoire vraie et extraordinaire d'enfants juifs sauvés par la Mafia dont il a fait un roman.